# 米田功
米田功（YONEDA Isao，1977年8月20日—）是一位日本体操選手。他祖籍大阪府，在德國漢堡出生。8歲時開始參加体操活動。他擅長的項目有：單杠、自由體操及跳馬。
他是2004年夏季奧林匹克運動會男子体操項目的日本隊主將。

## 簡歷
- 1977年8月20日在德國漢堡出生。
- 1984年，在開始了體操的生涯。
- 1992年4月，就讀清風高校。
- 1996年4月，就讀順天堂大学。
- 1998年，NHK杯个人全能冠军。
- 1999年，全日本学生运动会个人全能冠军。
- 1999年，日本运动会单杠冠军。
- 2000年，加入德洲會。
- 2003年8月，世界錦標賽後備選手。
- 2003年11月，全日本锦标赛個人全能、自由体操冠军。
- 2004年5月，NHK杯第二次得到冠軍。
- 2004年8月16日，2004年夏季奧林匹克運動會男子体操團体冠軍。
- 2004年8月23日，2004年夏季奧林匹克運動會男子体操項目單杠得到銅牌。
- 2004年11月14日，日本全国运动会单杠冠軍。